# 珍珠尖鼻魨
珍珠尖鼻魨為輻鰭魚綱魨形目四齒魨亞目四齒魨科的其中一種，為熱帶海水魚，分布於印度西太平洋區，包括紅海、斯里蘭卡、莫三比克、小笠原群島、英哈卡島等海域，體長可達31.2公分，棲息在礁石區，生活習性不明。